# Богдани, Эрьон
Э́рьон Богда́ни (алб. Erjon Bogdani; 14 апреля 1977, Тирана) — албанский футболист и тренер, нападающий.

## Карьера
Начал карьеру в клубе «Партизани», в составе которого в 1997 году стал обладателем Кубка Албании. В 1998 году полгода выступал в турецком «Генчлербирлиги», затем перешёл в хорватский клуб «Загреб». После ухода из «Загреба» выступал за различные итальянские клубы («Реджина», «Салернитана», «Эллас Верона», «Сиена», «Кьево», «Ливорно», «Чезена», «Сиена»). Стал свободным агентом в мае 2013 года после окончания контракта с Сиеной. Завершил карьеру в феврале 2014 года.
Дебютировал в составе сборной Албании в 1996 году. Свой первый гол за сборную забил три года спустя. В форме сборной Албании сыграл 74 матча и забил 18 голов (лучший результат в истории).

## Достижения
- Обладатель Кубка Албании: 1996/97